# Per Lyngemark
Per Pedersen Lyngemark (ur. 23 maja 1941 we Frederiksbergu, zm. 2 kwietnia 2010) – duński kolarz torowy, mistrz olimpijski.

## Kariera
Największy sukces w karierze Per Lyngemark osiągnął w 1964 roku, kiedy wspólnie z Pederem Pedersenem, Reno Olsenem, Mogensem Freyem i Gunnarem Asmussenem wywalczył złoty medal w drużynowym wyścigu na dochodzenie podczas igrzysk olimpijskich w Meksyku. Był to jedyny medal wywalczony przez Lyngemarka na międzynarodowej imprezie tej rangi oraz jego jedyny start olimpijski. Ponadto kilkakrotnie zdobywał medale torowych mistrzostw Danii, w tym dwa złote w drużynowym wyścigu na dochodzenie (1968 i 1972). Nigdy nie zdobył medalu na torowych mistrzostwach świata.